# Salomon Ettinger

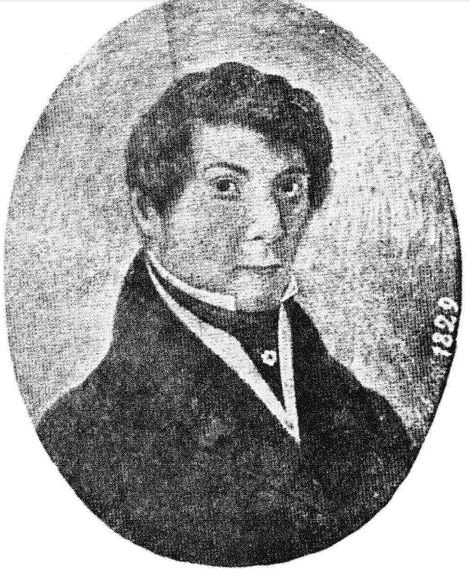
Salomon Shlomo Ettinger (1829)

Salomon Ettinger (auch: Salomo Ettinger oder Solomon Ettinger; geboren 1803 in Warschau, Russisches Kaiserreich; gestorben 1856 in Szadonow in der Nähe von Zamość, wo er als Arzt tätig war) war ein sprachschöpferischer jiddischer Schriftsteller aus sehr angesehener jüdischer Familie, der, obwohl er auch Deutsch schrieb, sein Jiddisch von Germanismen frei hielt. Er wird als der Urgroßvater der jiddischen Literatur bezeichnet (als Großvater gilt Mendele Moicher Sforim).

## Leben und Werk
Salomon Ettinger wurde früh Waise, wurde dann von seinem Großvater, dem Rabbiner Mendl Ettinger, in Lentschitz erzogen. Bereits mit 17 Jahren verheiratete er sich, lebte zunächst in Zamość bei seinem Schwiegervater und ging nach dessen finanziellen Ruin nach Odessa, wo er keine Arbeit fand, studierte dann in Lemberg Medizin, um nach erfolgreichem Abschluss, zurück in Zamość, über viele Jahre eine ausgedehnte ärztliche Praxis zu betreiben und sich zugleich seinen schriftstellerischen Neigungen hinzugeben.
Er schrieb Fabeln und Parabeln (die zunächst verstreut in verschiedenen Journalen erschienen, 1889 dann in Sankt Petersburg gesammelt unter dem Titel Mescholim un Lidelach herausgegeben von seinem Sohn Wilhelm Ettinger), deren Ideen und Sujets er Schiller, Lessing, Heine und anderen entnahm, die in der Form aber kurz, prägnant, scharfsinnig-humorvoll, dabei bilderreich und durchaus eigenständig sind; schrieb Epigramme, Gedichte (darunter Rahel bei ihres Kindes Grab), Balladen (Walheid) und Dramen (wovon zwei Fragmente überliefert sind).
Sein unter dem Eindruck der Haskala-Bewegung entstandenes (obwohl er nicht in die Reihe der „Aufklärer“ zu zählen ist) Theaterstück in fünf Aufzügen Serkele (Serkale oder Jahrzeit nach a Brider, gedruckt erstmals in Johannesburg 1861, eine zweite Auflage dann wieder 1874 in Warschau, Uraufführung 1862 an der von der damaligen Regierung geförderten Rabbinerschule von Zhitomir, bei der Abraham Goldfaden die Rolle der Serkele spielte, einer „ungebildeten“, aber lebenstüchtigen Frau, die ihren „studierenden“ Mann durch allerlei Tricks und Betrügereien über Wasser hält), das 1923 am Warschauer Theater Zentral vom Regisseur S. Turkow mit großem Erfolg aufgeführt wurde, ist vermutlich das erste jiddische Theaterstück (die dramatischen Arbeiten Aksenfelds waren eher für private Vorlese-Zirkel gedacht).
Salomon Ettinger schrieb außerdem Aphorismen und eine größere, von Schillers Lied von der Glocke beeinflusste Dichtung Dus Lecht.
Eine kritische Ausgabe der Gesammelten Werke Salomon Ettingers wurde 1925 in Warschau von Max Weinreich in zwei Bänden herausgegeben (einschl. Einführung in Leben und Werk, Bibliographie und ausgewählten Briefen).